# Нижнее Летнее (озеро, Беломорский район)
Нижнее Летнее — озеро на территории Летнереченского сельского поселения Беломорского района Республики Карелии.

## Общие сведения
Площадь озера — 1,3 км². Располагается на высоте 71,1 метров над уровнем моря.
Форма озера лопастная, подковообразная. Берега каменисто-песчаные, местами заболоченные.
Через озеро протекает река Летняя, впадающая в реку Нижний Выг.
В озере расположено не менее четырёх безымянных островов различной площади.
К южному берегу озера подходит просёлочная дорога, отходящая от трассы Р21 («Колы»).
Код объекта в государственном водном реестре — 02020001311102000008869.